# Alright
«Alright» es una canción de la banda de rock alternativo Supergrass lanzado al mercado por Parlophone el 3 de julio de 1995. Fue lanzado con otro tema, "Time", como un sencillo de doble lado A de su álbum debut I Should Coco.

## Música y letra
"Alright" recibió amplia difusión radial en el Reino Unido.[cita requerida] El "himno adolescente de buena fe", con su letra optimista y alegre melodía de piano parecía tipificar la sensación de Gran Bretaña en ese momento, cuando el Britpop se encontraba en su apogeo. La juventud de la banda (el cantante Gaz Coombes acaba de cumplir los 19, cuando fue lanzado) añade peso a la letra. Sin embargo, el mismo Coombes argumentó en torno al momento de su lanzamiento que, "no fue escrito como un himno. No se supone que sea un grito de manifestación de nuestra generación. El verso que dice 'We are young/We run green...' ("Somos jóvenes/Somos ingenuos") no es sobre el hecho de tener 19 años, sino recién entrados los 13 o 14 y descubrir las chicas y el alcohol. Se supone que es algo alegre y un poco gracioso, nada tiene que ver con un llamado rebelde a las armas." Danny Goffey también agregaría: "Es verdad que no fue escrito en un ambiente muy veraniego. Fue escrito en una casita de campo donde la calefacción se había averiado y estabamos tratando de hacer fogatas para mantenernos calientes."
El otro lado A, "Time", es una canción más lenta y con más impulso del blues, e inclusive incluye un solo de armónica. El lado B, "Condition", es un cover de "Just Dropped In (To See What Condition My Condition Was In)" de Mickey Newbury y en un principio logró ser un éxito para Kenny Rogers. "Je Suis Votre Papa Sucre" (Yo Soy Tú Papi Azúcar) es breve e instrumental.

## Aceptación
"Alright" fue el quinto sencillo en ser lanzado de I Should Coco. Mientras que con "Caught by the Fuzz", "Mansize Rooster", "Lose It" y "Lenny" lograron entrar a la lista de popularidad ("Lenny" llegó hasta el Top Diez del UK Singles Chart) y fueron muy bien recibidos por los críticos, "Alright/Time" - el lanzamiento final del álbum - se volvió su sencillo con mayor resonancia, debido en gran parte a la popularidad de la canción "Alright", que aún posee difusión radial en el Reino Unido. "Alright/Time" alcanzó el #2 en el UK Singles Chart, convirtiéndolo en el sencillo de Supergrass con la posición más alta en dicha lista a la fecha, junto con "Richard III". Se mantuvo entre los tres más altos por un mes. En una entrevista de 1999, Coombes bromeaba: "No tocaremos "Alright" nunca más. La tocaríamos en un tono menor, y en tiempo pasado."

## Lista de canciones
Sencillo en CD
1. «Alright» – 3:00
2. «Time» – 3:09
3. «Condition» – 2:43
4. «Je Suis Votre Papa Sucre» – 1:46

7" sencillo
1. «Alright» – 3:00
2. «Time» – 3:09

## Video musical
El éxito del disco fue respaldado por un video promocional animado dirigido por Dom and Nic, con el grupo montando bicicletas alegremente y en una cama sobre ruedas en Portmeirion en Gales del Norte.
Después de haber visto el video, Steven Spielberg se acercó al grupo y les propuso que trabajaran juntos en una serie de televisión al estilo de The Monkees. El grupo lo rechazó, prefiriendo trabajar en su segundo álbum In It for the Money. Troy Carpenter, codirector de Nude as the News afirma "el gesto dice mucho de la personalidad de la banda — algo que ha marcado al grupo a lo largo de su carrera — que básicamente es la de ser un alegre grupo de rock cuyo innegable talento musical es a veces eclipsado por el gran entusiasmo de su música."

## Miscelánea
La canción forma parte de la banda sonora de "LOL" (2012), protagonizada por Miley Cyrus.
- La canción se utilizó en la introducción de la película de "The Men Who Stare at Goats" (2009).
- La canción se incluyó en la banda sonora de Clueless (1995).
- Apareció en el episodio "Quinn, la Cerebrito" de Daria.
- La canción se utilizó como trasfondo en 2008 para la publicidad de la serie Terminales así como también se utilizó para ser el tema de inicio de la misma serie por Televisa en México.[9]
- Apareció en un episodio de la primera temporada de 31 minutos.
- Apareció en la introducción de la película Chernobyl Diaries (2012).
- Aparece nuevamente en la película The Flash (2023)

## Posicionamiento en listas
| Lista (1995)                       | Mejor posición |
| ---------------------------------- | -------------- |
| Francia (SNEP)                     | 30             |
| Irlanda (IRMA)                     | 8              |
| Países Bajos (Nederlandse Top 100) | 62             |
| Reino Unido (UK Singles Chart)     | 2              |